# Phare du Cap Tourville
Le phare du cap Tourville (en anglais : Cape Tourville Lighthouse)  est un phare situé sur la péninsule Freycinet au nord de l'île Schouten en Tasmanie, en Australie.  Il est achevé en 1971.

## Caractéristiques
Le phare est une tour ronde, blanche, d'une hauteur de 3,4 mètres, qui s'élève à 38 mètres au-dessus de la mer. Le phare du cap Tourville est administré par le Tasmania Parks and Wildlife Service.

## Codes internationaux
- ARLHS[2] : AUS-049
- NGA : 6664
- Admiralty[3] : K3608